# American Horror Story: Murder House
American Horror Story: Murder House ist die erste Staffel der US-amerikanischen Horror-Fernsehserie American Horror Story, die auf einer Idee von Ryan Murphy und Brad Falchuk basiert. Die Erstausstrahlung fand zwischen dem 5. Oktober und dem 21. Dezember 2011 auf dem TV-Sender FX statt. Die deutschsprachige Erstausstrahlung lief vom 9. November 2011 bis zum 8. Februar 2012 auf FOX.
Im Mittelpunkt der Staffel steht die Familie Harmon, welche nach der Fehlgeburt der Mutter Vivien und der Affäre des Vaters Ben gemeinsam mit ihrer Tochter Violet aus Boston nach Los Angeles in ein restauriertes Haus ziehen, nichtsahnend, dass sich darin die Geister ehemaliger Hausbesitzer und deren Opfer befinden.

## Handlung
Die erste Staffel der Serie spielt in der Gegenwart und erzählt die Geschichte der Familie Harmon. Vivien Harmon, ihr Ehemann Ben und ihre Tochter Violet beziehen in Los Angeles ein altes Haus. Die Familie hatte sich dazu entschieden, aus Boston wegzuziehen, um einen Neustart zu beginnen, nachdem Ben eine Affäre mit einer Studentin eingegangen war und die Ehe beinahe daran gescheitert wäre. Die Familie ahnt jedoch nicht, dass ihr neues Haus eine dunkle Vergangenheit hat. Es wurde in den 1920er Jahren von einem reichen Mann für seine Frau erbaut. Als er drogensüchtig wird, veranlasst sie aus Angst vor dem finanziellen Ruin, dass ihr Mann im Keller des Hauses illegale Abtreibungen vornehmen kann. Der Freund einer Patientin tötet aus Rache für eine solche Abtreibung das Kind des Ehepaars. Dem „Frankenstein-Komplex“ verfallen, verstümmelt der Arzt den toten Körper seines Kindes, in der Hoffnung, es ins Leben zurückbringen zu können. Als er seiner Frau mitteilt, dass es ihm tatsächlich auch gelungen sei und sie im Kinderzimmer nachsehen könne, findet sie dort ihr Kind, welches nunmehr einer Kreatur gleicht. Die Hausbesitzerin erschießt daraufhin erst ihren Mann und dann sich selbst. Dies ist der Beginn einer langen Reihe von Todesfällen, die sich in dem Haus seitdem ereignet haben. Wer auf dem Grundstück stirbt, wird zum Geist und ist ewig – außer am Tag von Halloween – an das Gebäude gebunden.
Zunächst weiß die Familie Harmon nichts über diesen Hintergrund. Besonders oft werden sie von ihrer Nachbarin Constance und deren Tochter Adelaide, die das Down-Syndrom hat, besucht. Der Psychiater Ben, der sich eine Praxis aufbauen will, betreut zu Beginn den jugendlichen Tate, der an Gewaltphantasien leidet. Schnell freundet sich Violet, die an ihrer neuen Schule eine Außenseiterin ist, mit Tate an, was Ben deutlich missfällt. Wie sich später herausstellt, ist Tate der Sohn von Constance und ebenfalls ein Geist. Violet ist von dieser Erkenntnis so entsetzt, dass sie in Panik einen Selbstmordversuch begeht. Es stellt sich außerdem heraus, dass die Vorbesitzer des Hauses, ein homosexuelles Paar, von Tate ermordet worden sind, der bei der Tat einen schwarzen Latexanzug getragen hat. Vivien schläft mit Tate in der Illusion, ihr Mann Ben trage eben jenen Latexanzug. Kurze Zeit später ist sie mit Zwillingen schwanger.
Ben wird zunehmend von seiner alten Affäre bedrängt. Seine Studentin ist schwanger und beschließt, das Kind zu behalten und dies auch Bens Frau mitzuteilen. Doch dann erscheint ein fremder Mann, der Ben immer wieder bedrängt, das Haus zu verlassen. Der Mann, der von schweren Verbrennungsnarben gezeichnet ist, behauptet, selbst in dem Haus gewohnt und unabsichtlich seine ganze Familie verbrannt zu haben. In Wahrheit hat sich seine Frau samt den beiden Töchtern selbst verbrannt, nachdem er sie für Constance hat verlassen wollen. Der Fremde erschlägt Bens ehemalige Geliebte, als diese bei Ben zu Hause auftaucht, nachdem Ben sie bei einer geplanten Verabredung hat sitzen lassen, und vergräbt sie im Garten, woraufhin auch sie zum Geist wird. Die Spannungen zwischen Ben und Vivien nehmen zu, als sich herausstellt, dass Ben nur einen der beiden ungeborenen Zwillinge gezeugt hat. Violet entdeckt im Keller des Hauses ihre eigene Leiche. Sie ist bei ihrem Selbstmordversuch gestorben und ebenfalls ein Geist, ohne dies bemerkt zu haben. Tate hatte ihre Leiche im Keller versteckt, um ihr den Schock zu ersparen. Ben entdeckt, dass es sich bei der Gestalt im schwarzen Latexanzug um Tate handelt, der nicht nur seine Frau vergewaltigt, sondern auch die Vorbesitzer getötet hat. Violet wendet sich aus diesem Grund endgültig von Tate ab.
Bei der Geburt der Zwillinge im Haus stirbt auch Vivien, ebenso wie Bens Kind. Ben wird von Geistern im Treppenhaus erhängt. So ist die Familie Harmon samt dem Geist des toten Babys wieder vereint. Um neue Besitzer vor den wütenden Geistern im Haus zu schützen, werden diese von den Harmons vertrieben. Constance hat derweil das überlebende Baby an sich genommen, das als Kind einer Lebenden und eines Toten der Antichrist sein soll. Die letzte Szene zeigt die lächelnde Constance über dem kleinen Jungen, der sein Kindermädchen ermordet hat.

## Besetzung und Synchronisation

### Hauptdarsteller

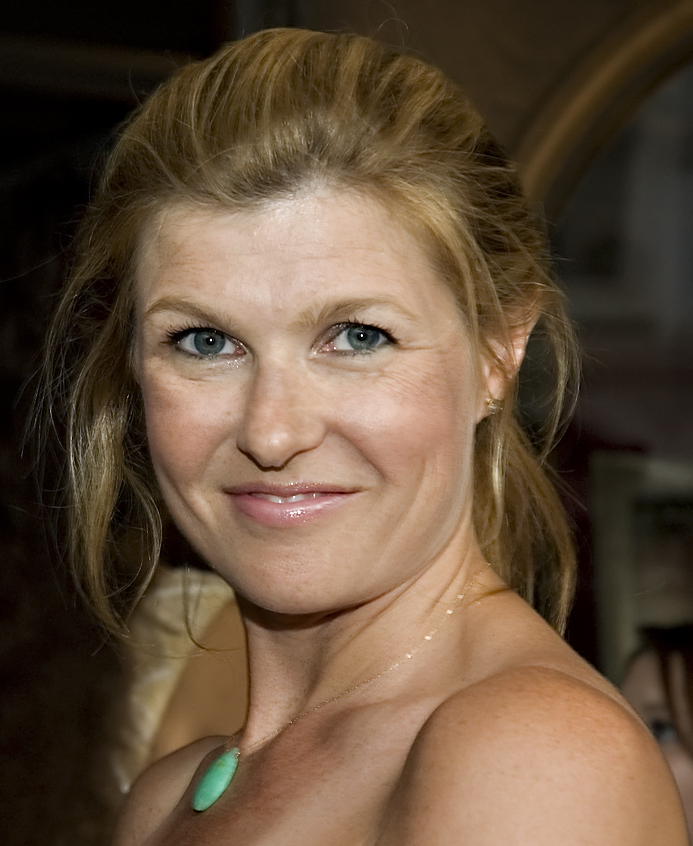
Connie Britton ist in der ersten Staffel als Hausbesitzerin Vivien Harmon zu sehen.

| Schauspieler    | Rolle                     | Hauptrolle (Episoden) | Synchronsprecher |
| --------------- | ------------------------- | --------------------- | ---------------- |
| Connie Britton  | Vivien Harmon             | 1.01–1.12             | Melanie Pukaß    |
| Dylan McDermott | Dr. Benjamin „Ben“ Harmon | 1.01–1.12             | Peter Flechtner  |
| Evan Peters     | Tate Langdon              | 1.01–1.12             | Jan Rohrbach     |
| Taissa Farmiga  | Violet Harmon             | 1.01–1.12             | Luisa Wietzorek  |
| Denis O’Hare    | Larry Harvey              | 1.01–1.10             | Udo Schenk       |
| Jessica Lange   | Constance Langdon         | 1.01–1.12             | Karin Buchholz   |

### Nebendarsteller
| Schauspieler           | Rolle                           | Nebenrolle (Episoden)       | Synchronsprecher    |
| ---------------------- | ------------------------------- | --------------------------- | ------------------- |
| Frances Conroy         | Moira O’Hara                    | 1.01–1.12                   | Helga Sasse         |
| Alexandra Breckenridge | Moira O’Hara (jung)             | 1.01–1.03, 1.07, 1.09, 1.12 | Maria Koschny       |
| Jamie Brewer           | Adelaide Langdon                | 1.01–1.05, 1.10, 1.12       | Marie-Luise Schramm |
| Christine Estabrook    | Marcy (Maklerin)                | 1.01–1.04, 1.07–1.08, 1.12  | Claudia Kleiber     |
| Kai und Bodhi Schulz   | Troy und Bryan                  | 1.01, 1.04–1.05, 1.11–1.12  | Alexander Landmann  |
| Benjamin Woolf         | Thaddeus Montgomery / Infantata | 1.01, 1.04, 1.07, 1.11      |                     |
| Celia Finkelstein      | Gladys                          | 1.02–1.06, 1.11–1.12        |                     |
| Rosa Salazar           | Maria                           | 1.02, 1.05, 1.07, 1.11      | Shanti Chakraborty  |
| Kate Mara              | Hayden McClaine                 | 1.02–1.05, 1.08–1.12        | Luise Helm          |
| Michael Graziadei      | Travis Wanderly                 | 1.02, 1.04, 1.09–1.12       | Tobias Nath         |
| Azura Skye             | Fiona                           | 1.02, 1.06, 1.08, 1.12      | Sonja Spuhl         |
| Lily Rabe              | Nora Montgomery                 | 1.03–1.08, 1.11–1.12        | Cathlen Gawlich     |
| Matt Ross              | Charles Montgomery              | 1.03–1.11                   | Viktor Neumann      |
| Eve Gordon             | Dr. Hall                        | 1.03, 1.06–1.09             | Arianne Borbach     |
| Zachary Quinto         | Chad Warwick                    | 1.04–1.05, 1.08, 1.11       | Timmo Niesner       |
| Teddy Sears            | Patrick                         | 1.04–1.05, 1.08, 1.11       | Oliver Feld         |
| Morris Chestnut        | Officer Luke                    | 1.04–1.09                   | Tobias Kluckert     |
| Sarah Paulson          | Billie Dean Howard              | 1.06, 1.09, 1.11            | Ulrike Stürzbecher  |

## Episoden
Die Erstausstrahlung der ersten Staffel (American Horror Story: Murder House) war vom 5. Oktober bis zum 21. Dezember 2011 auf dem US-amerikanischen Kabelsender FX zu sehen. Die deutschsprachige Erstausstrahlung sendete der deutsche Pay-TV-Sender FOX vom 9. November 2011 bis zum 8. Februar 2012.
| Nr. (ges.) | Nr. (St.) | Deutscher Titel                                                  | Originaltitel       | Erstausstrahlung USA | Deutschsprachige Erstausstrahlung (D) | Regie               | Drehbuch                   | Zuschauer (USA) |
| ---------- | --------- | ---------------------------------------------------------------- | ------------------- | -------------------- | ------------------------------------- | ------------------- | -------------------------- | --------------- |
| 1          | 1         | Das Haus Neuanfang (Alternativtitel)                             | Pilot               | 5. Okt. 2011         | 9. Nov. 2011                          | Ryan Murphy         | Ryan Murphy & Brad Falchuk | 3,18 Mio.       |
| 2          | 2         | Eindringlinge Invasion (Alternativtitel)                         | Home Invasion       | 12. Okt. 2011        | 16. Nov. 2011                         | Alfonso Gomez-Rejon | Ryan Murphy & Brad Falchuk | 2,46 Mio.       |
| 3          | 3         | Das Mörderhaus                                                   | Murder House        | 19. Okt. 2011        | 23. Nov. 2011                         | Bradley Buecker     | Jennifer Salt              | 2,59 Mio.       |
| 4          | 4         | Halloween, Teil 1                                                | Halloween, Part 1   | 26. Okt. 2011        | 30. Nov. 2011                         | David Semel         | James Wong                 | 2,96 Mio.       |
| 5          | 5         | Halloween, Teil 2                                                | Halloween, Part 2   | 2. Nov. 2011         | 7. Dez. 2011                          | David Semel         | Tim Minear                 | 2,75 Mio.       |
| 6          | 6         | Schweinchen-Schwein Schweinchen, Schweinchen (Alternativtitel)   | Piggy Piggy         | 9. Nov. 2011         | 14. Dez. 2011                         | Michael Uppendahl   | Jessica Sharzer            | 2,83 Mio.       |
| 7          | 7         | Hausbesichtigung Tag der offenen Tür (Alternativtitel)           | Open House          | 16. Nov. 2011        | 4. Jan. 2012                          | Tim Hunter          | Brad Falchuk               | 3,06 Mio.       |
| 8          | 8         | Der Latex-Mann Poltergeist (Alternativtitel)                     | Rubber Man          | 23. Nov. 2011        | 11. Jan. 2012                         | Miguel Arteta       | Ryan Murphy                | 2,81 Mio.       |
| 9          | 9         | Die Schwarze Dahlie                                              | Spooky Little Girl  | 30. Nov. 2011        | 18. Jan. 2012                         | John Scott          | Jennifer Salt              | 2,85 Mio.       |
| 10         | 10        | Wer mit dem Feuer spielt Alles kommt ans Licht (Alternativtitel) | Smoldering Children | 7. Dez. 2011         | 25. Jan. 2012                         | Michael Lehmann     | James Wong                 | 2,54 Mio.       |
| 11         | 11        | Die Geburt Geburt (Alternativtitel)                              | Birth               | 14. Dez. 2011        | 1. Feb. 2012                          | Alfonso Gomez-Rejon | Tim Minear                 | 2,59 Mio.       |
| 12         | 12        | Nach der Geburt Nachgeburt (Alternativtitel)                     | Afterbirth          | 21. Dez. 2011        | 8. Feb. 2012                          | Bradley Buecker     | Jessica Sharzer            | 3,22 Mio.       |